# Тарні Вайт
Тарні Вайт  (англ. Tarnee White; нар. 17 січня 1981) — австралійська плавчиня, олімпійська медалістка.

## Виступи на Олімпіадах
| Олімпіада   | Дисципліна                    | Місце                 |
| ----------- | ----------------------------- | --------------------- |
| Сідней 2000 | плавання на 100 метрів брасом | 7                     |
| Сідней 2000 | комплексна естафета 4 × 100   | 2                     |
| Пекін 2008  | плавання на 100 метрів брасом | 6                     |
| Пекін 2008  | комплексна естафета 4 × 100   | 1 (попередні запливи) |